# Giuseppe Di Piazza

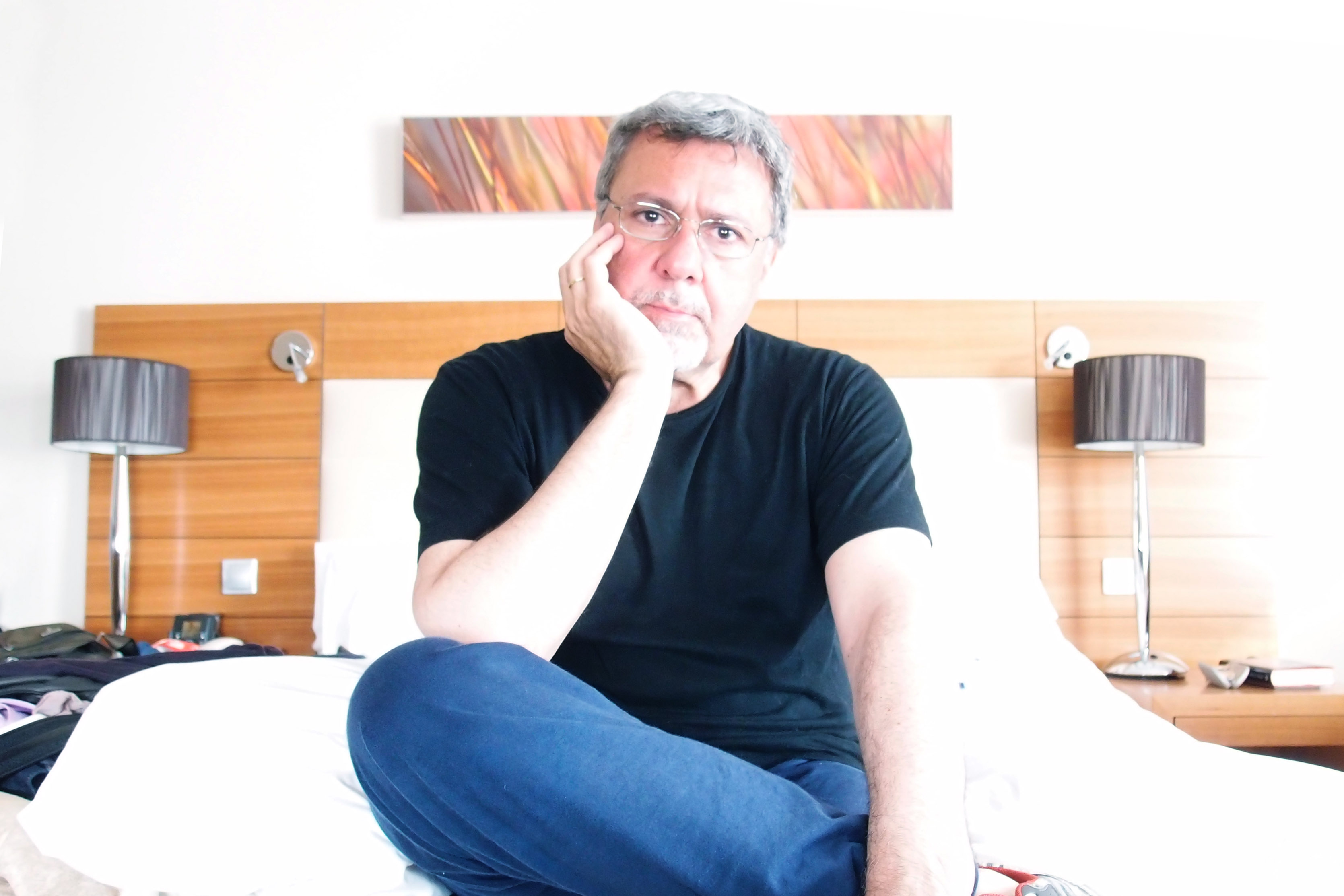
Giuseppe Di Piazza, autoritratto

Giuseppe Di Piazza (Palermo, 16 agosto 1958) è un giornalista, fotografo e scrittore italiano.

## Biografia
Ha cominciato la carriera nel 1979 al quotidiano L'Ora di Palermo, allora diretto da Nicola Cattedra. Giornalista professionista dal 1984, in quell'anno si trasferisce a Roma per lavorare alla rivista Cooperazione del Ministero degli affari esteri. Nel 1985 partecipa alla nascita del quotidiano Reporter, diretto da Enrico Deaglio.
Nel 1986 passa a Il Messaggero, dove resta per quindici anni. Nel quotidiano romano è prima capocronista, poi caporedattore di Interni e Giudiziaria, editorialista, ed infine caporedattore centrale.
Nel 2000 si trasferisce a Milano, come vicedirettore della multimedialità di Rcs MediaGroup, il cui responsabile è Pietro Calabrese. Diviene poi direttore dei contenuti di Hdpnet, la società multimediale del gruppo.
Nel 2002 gli viene affidata la direzione di AGR, l'agenzia di stampa radiofonica e digitale di Rcs. Nel 2003 diventa direttore del mensile Max. Dal 27 settembre 2007 fino all'8 marzo 2012 ha diretto il settimanale Corriere della Sera Magazine, poi ritornato al suo nome originario di Sette il 26 novembre 2009. Dal marzo 2012 è al Corriere della Sera come articolista e responsabile delle nuove iniziative. Da settembre 2013 a giugno 2017 è responsabile editoriale del sistema "Corriere Innovazione" del Corriere della Sera. 
Dal primo luglio 2017 al 30 giugno 2024 è stato responsabile dell'edizione romana del Corriere della Sera. Da luglio 2024 è articolista per il Corriere della Sera. Sul sito web Corriere.it è stato titolare delle rubriche video "La Confessione" e "Controluce".
È sposato, ha tre figli, e vive tra Roma e Milano. 
Ha insegnato per 14 anni al Master in giornalismo presso la Libera Università di Lingue e Comunicazione IULM.
Nel 2011 ha esordito come fotografo con la mostra "Io non sono padano". Nel gennaio 2013 è stata inaugurata al Palazzo delle Stelline (Milano) la sua seconda mostra - "Italia Magazine" - ritratti in bianco e nero di 26 direttori di periodici italiani. Nell'ottobre del 2014 è stata inaugurata a Milano la sua terza mostra, "Negli occhi delle donne": venti ritratti di scrittrici, conduttrici tv, professioniste della comunicazione. Sono seguite altre mostre di paesaggi a Roma, Firenze, Milano, Spoleto, Gubbio, New York (alla New York University). 
Nel gennaio 2012 ha pubblicato il suo primo romanzo "I quattro canti di Palermo" (Bompiani), a cui sono seguiti, nell'aprile 2013, "Un uomo molto cattivo" (Bompiani), e nel settembre 2013 l'e-book "Fango - Doppia morte di un uomo perbene" (I Corsivi del Corriere della Sera). Nell'ottobre del 2014 è uscita negli Usa, presso l'editore Other Press, l'edizione americana de "I quattro canti di Palermo". Titolo: "The four corners of Palermo". Nel gennaio 2018 è uscito "Malanottata", romanzo edito in Italia e Francia da HarperCollins. "Malanottata" ha vinto il Premio Cortina 2018. Nel marzo 2019 è uscito il romanzo "Il movente della vittima", edito da HarperCollins. Nel 2020 è stato pubblicato il suo romanzo "I cinque canti di Palermo" (HarpreCollins). Nel 2021 il suo saggio "L'arte di non amare" (HarperCollins). Nel 2022 pubblica il romanzo “O tu o lui” (HarperCollins), sequel di “Un uomo molto cattivo “. I suoi libri sono stati tradotti negli Stati Uniti, in Francia e in Serbia.

## Opere

### Romanzi
- I quattro canti di Palermo, Milano, Bompiani, 2012 ISBN 978-88-452-6939-4
- Un uomo molto cattivo,  Milano, Bompiani, 2013 ISBN 978-88-452-7286-8
- Malanottata, Milano, HarperCollins, 2018 ISBN 978-88-6905-282-8
- Il Movente della vittima, Milano, HarperCollins, 2019 ISBN 978-88-6905-372-6
- I cinque canti di Palermo, Milano, HarperCollins, 2020 ISBN 978-88-6905-754-0
- L'arte di non amare, Milano, HarperCollins, 2021 ISBN 978-88-6905-911-7
- O tu o lui, Milano, HarperCollins, 2022 ISBN 979-12-5985-059-1

### eBook
- Fango - Doppia morte di un uomo perbene, Milano, Corriere della Sera, 2013

### Fotografia
- Landscapes, Milano, GDP Multimedia publishing, 2016